# Oborzyska Stare
Oborzyska Stare – przystanek kolejowy w Starych Oborzyskach, w województwie wielkopolskim, w Polsce. Według klasyfikacji PKP ma kategorię dworca aglomeracyjnego. Uruchomienie przystanku pod nazwą Petzelshof nastąpiło w 1907 roku.

## Ruch pasażerski
| Rok  | Wymiana pasażerska na dobę |
| ---- | -------------------------- |
| 2017 | 200-299                    |
| 2022 | 300-499                    |